# アラタ体
アラタ体（‐たい；corpus allatum）は昆虫の頭部、脳の後方に存在する器官。幼若ホルモンを合成・分泌する神経内分泌腺として知られる。
前から後ろに向かって、脳-側心体-アラタ体の順に並んでいることが多く、これらの器官は神経により連結されている。多くの昆虫では卵型をしており、正中線を挟んで１つずつ見られるが、双翅目では他の内分泌腺と融合している。
アラタ体から分泌される幼若ホルモンは昆虫を幼虫のままでいさせる効果がある。
そのため、幼虫からアラタ体を外科的に切除すると、体内の幼若ホルモンがなくなるため、通常より早く蛹化するという現象が見られる（早熟変態）。
逆に、終齢幼虫に他個体からアラタ体を移植してやると、通常よりも齢数が増える、または幼虫期間が伸びるという現象も見られる。